# 佑民寺
佑民寺（ゆうみんじ）は、中国江西省南昌市東湖区にある仏教寺院。 八一公園の北側、東湖の東岸に位置している。 南朝梁の天監年間に建造が始まり、7回の再建と数回の改名を経て、現在に至る。

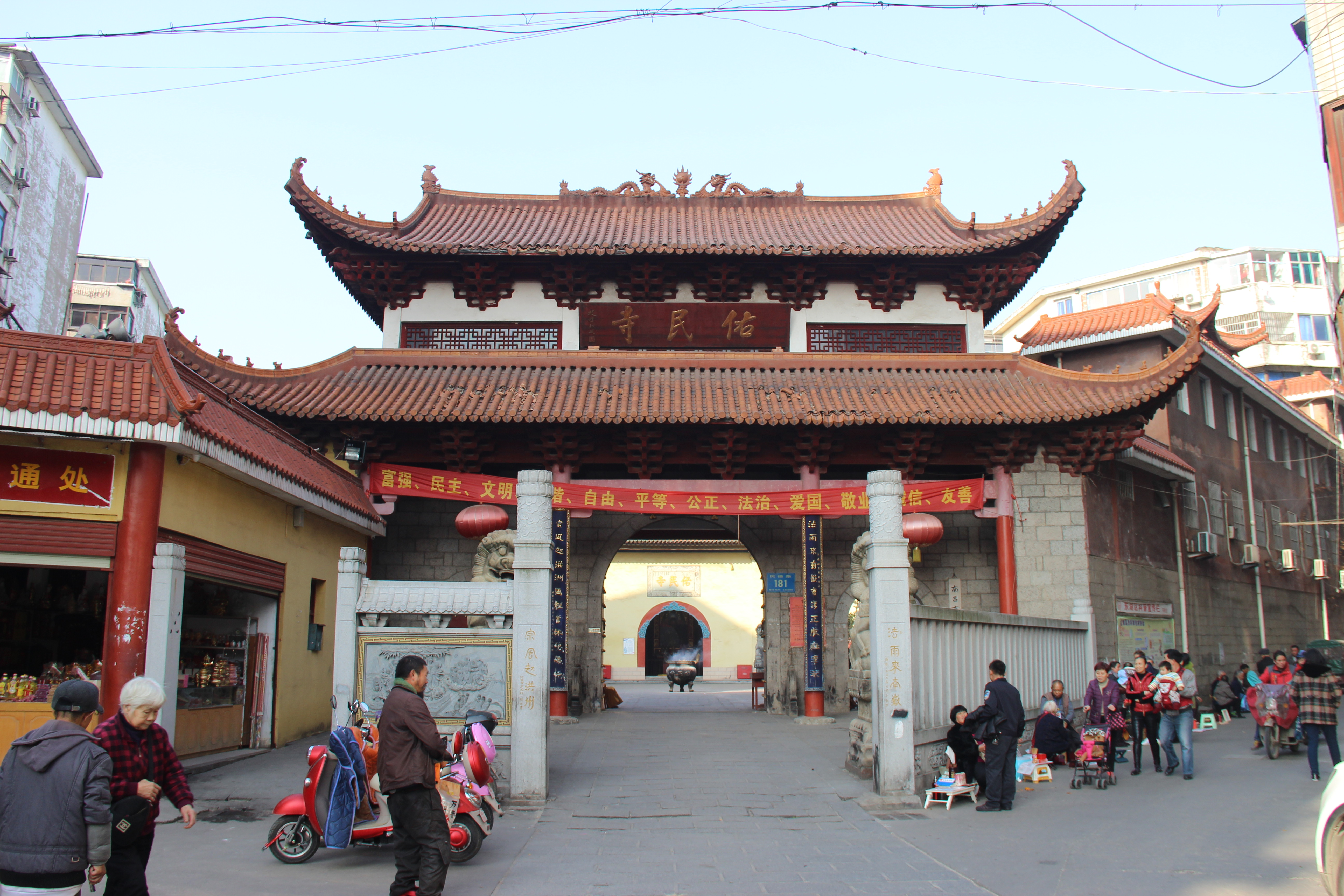
佑民寺の正門

## 歴史
『南昌府志』の記載によると、南朝梁の豫章王蕭綜の師である葛鱘の私邸が寄進されて寺とされ、はじめの名を上蘭寺といった。547年（太清元年）、大仏寺と改名された。
唐の開元年間に大仏寺は開元寺と改名された。769年（大暦4年）、禅宗の高僧である馬祖道一が開元寺を訪れ、説法をおこなった。唐の各地から信徒が集まり、139人が馬祖道一の弟子となった。この時期の開元寺は江南の仏学の中心地であった。
清の順治年間には、名を佑清寺と改められた。嘉慶年間、寺院の後殿に重さ18トンにも上る銅製の仏像が鋳造された。
近代には戦禍によって破壊されたが、1986年に再建された。そして再建された鐘楼の中には、「南昌三宝」のひとつといわれる南唐のときに作られた銅鐘が保管されている。

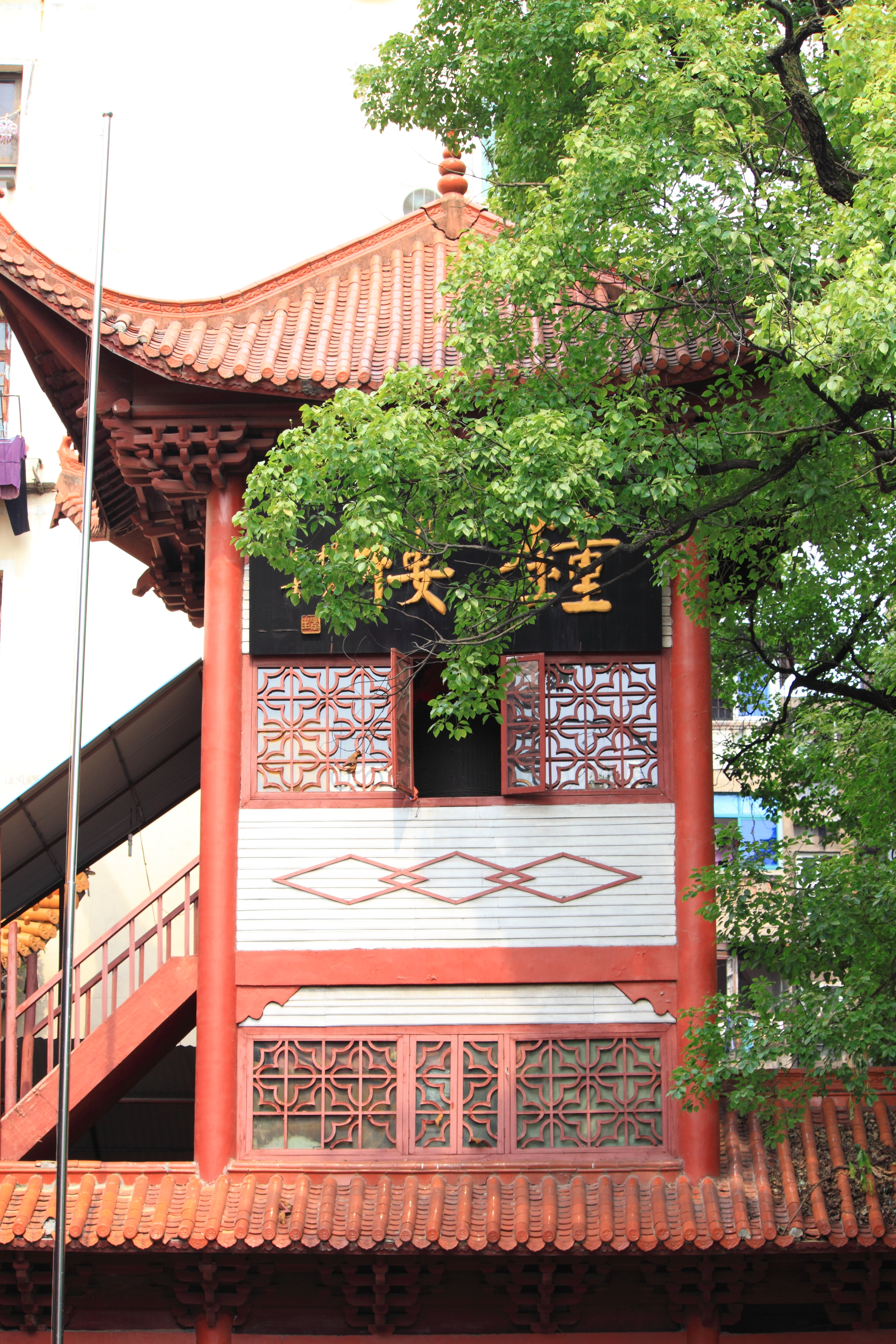
佑民寺の鐘楼

## 逸話
伝説によると、明の初代皇帝朱元璋はお忍びで佑民寺を訪れたことがあった。このとき寺の僧侶に再三にわたって姓名を問われたので、朱元璋は激高して、「余盡江西数万兵、腰間寶剣摁留腥、野僧不識山河主、只管叨叨問姓名」という漢詩を残して去った。そして、この詩を読んだ僧侶は以下のような詩を書き、返事とした。「御筆題詩不敢留、留時惟恐鬼神愁、好将江水頻頻洗、猶有毫光射斗牛」。その後、朱元璋はこの詩を読んで、僧侶を罰するのを取りやめた。

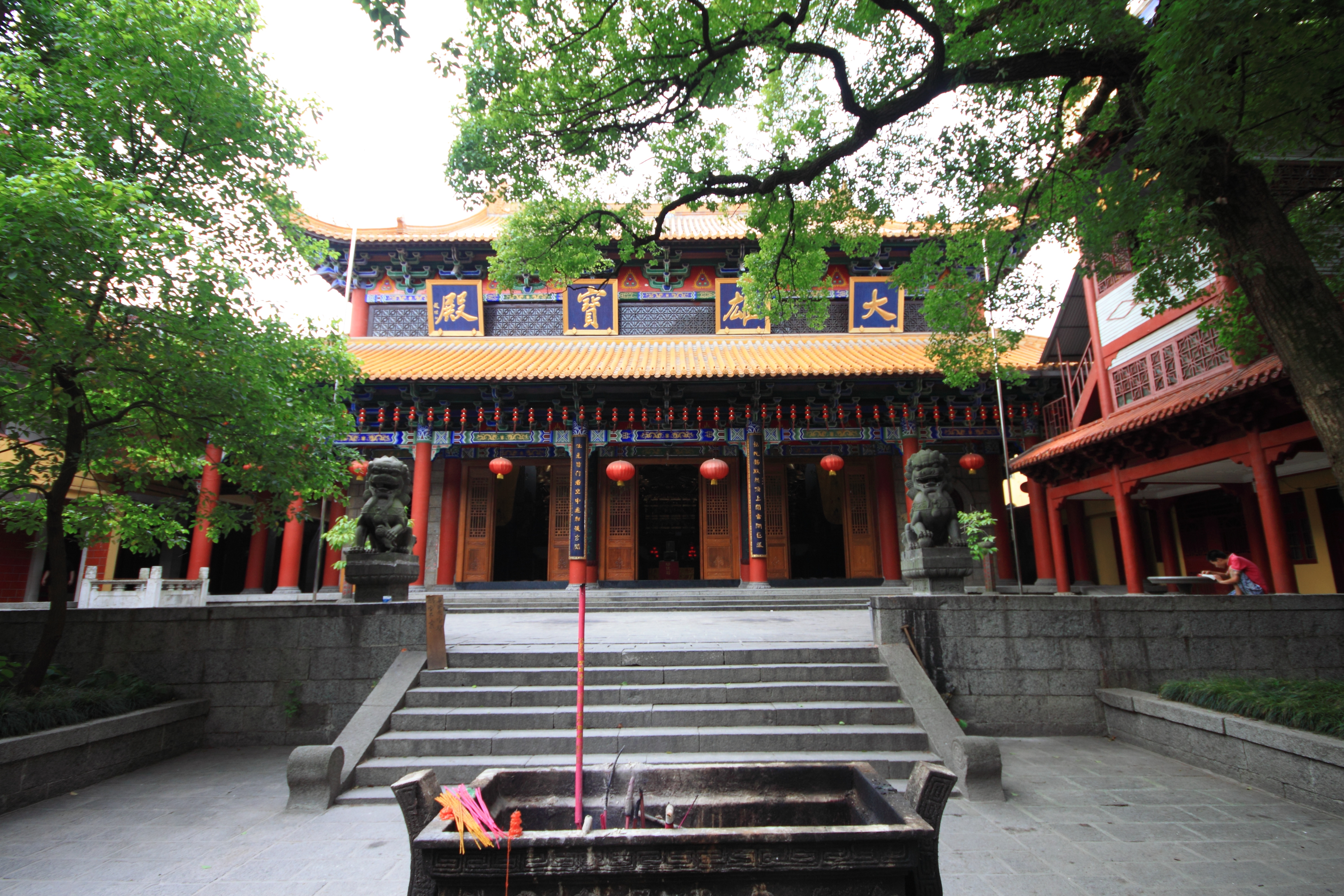
佑民寺にある大雄宝殿

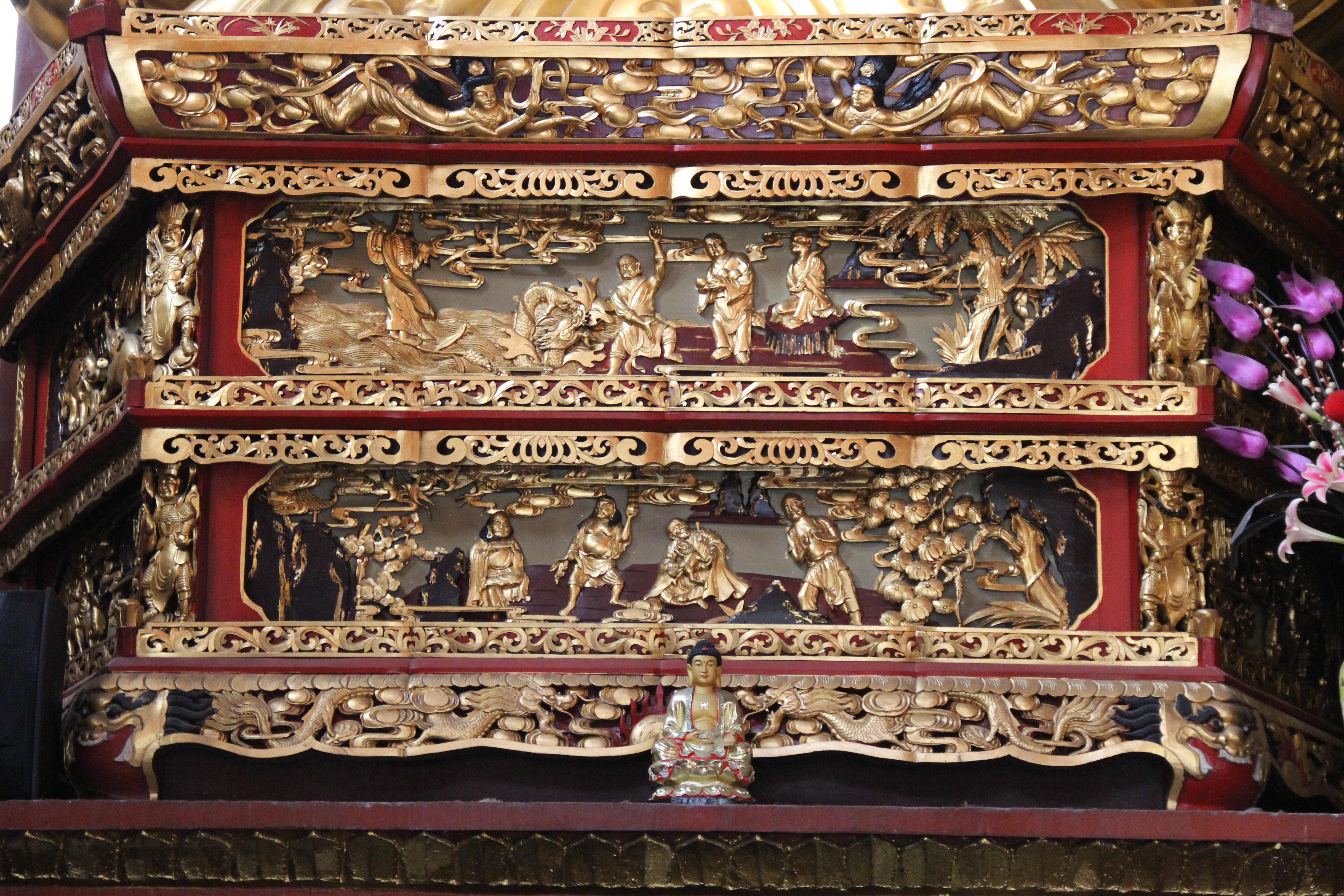
佑民寺の内部

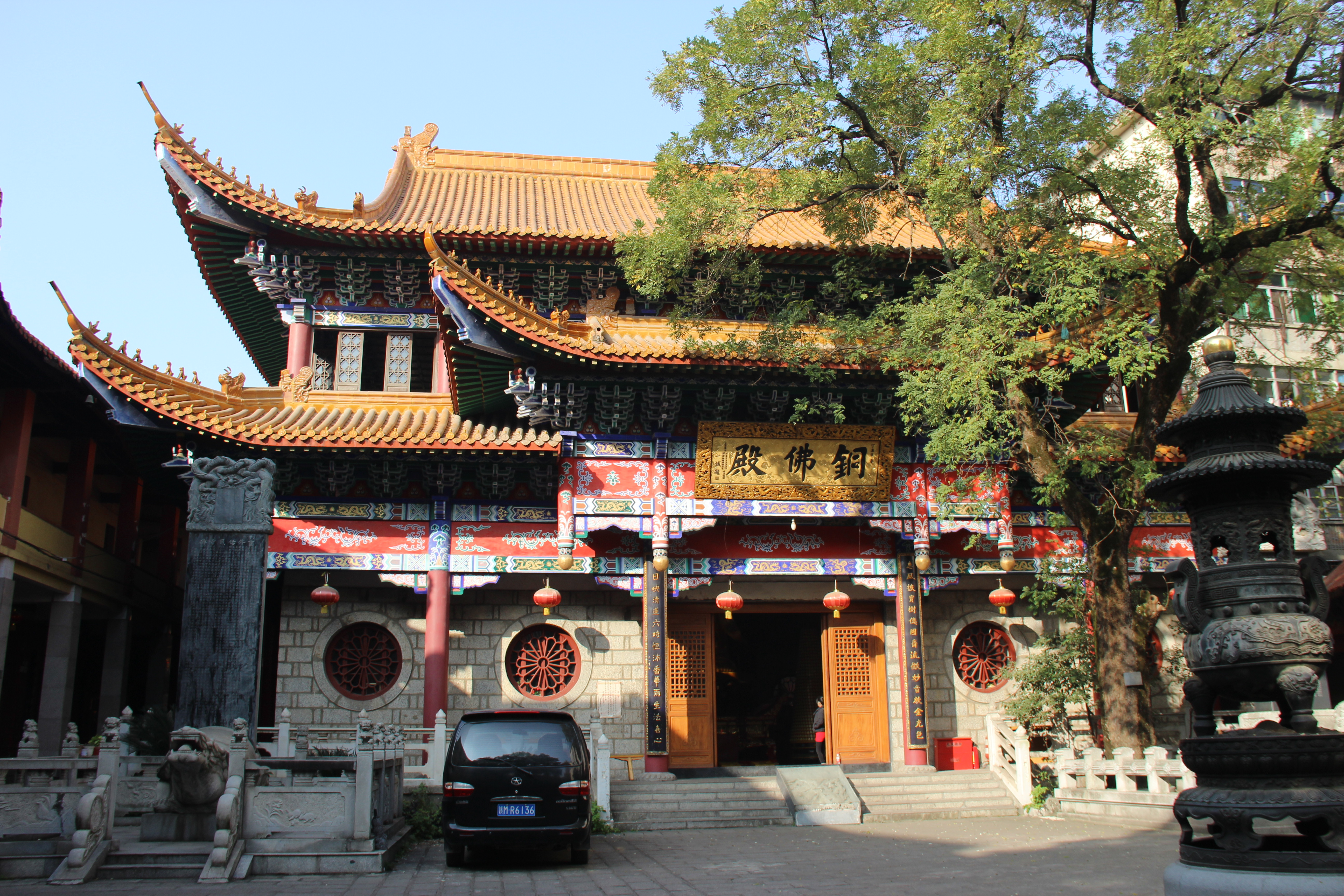
銅の仏像が保管されている場所